# بوريس باجانوف
بوريس جورجيفتش باجانوف (بالروسية: Борис Георгиевич Бажанов، 9 أغسطس 1900 - 30 ديسمبر 1982) أمين سوڤييتي بأمانة الحزب الشيوعي للاتحاد السوڤييتي، انشق عن الاتحاد في 1 يناير 1928.
كان باجانوف الأمين الشخصي للزعيم السوفييتي جوزيف ستالين من أغسطس 1923 إلى 1925، شغل عدة مناصب بارزة في المكتب السياسي للحزب، قبل انشقاقه عن الاتحاد في 1928. مُنح باجانوف الجنسية الفرنسية، ونجا من محاولات اغتيال سوڤييتية لاحقة، ومن 1930 أخذ ينشر مذكرات وكتبًا عن أسرار أعمال ستالين، واستمر نشرها وترجمتها بعد موته في 1982.
باجانوف هو مساعد الأمانة الستالينية الوحيد الذي انشق، ومن أوائل المنشقين عن «الكتلة الشرقية».

## سيرته

### النشأة
وُلد بوريس جورجيفتش باجانوف في 9 أغسطس 1900، في مدينة موهيليف بوديليسكي بالإمبراطورية الروسية (هي الآن مقاطعة فينيتسا أوبلاست بأوكرانيا)، لوالده الطبيب. كان سنه 16 عاما عند اندلاع الثورة الروسية في مارس 1917، الثورة التي أدت إلى انهيار الإمبراطورية الروسية، ثم إلى الحرب الأهلية الروسية. شهدت أوكرانيا (مسقط رأس باجانوف) بعض أسوأ الانقسامات السُّلْطِيّة، واستمر النزاع على «الأراضي الأوكرانية» بين مختلف الفصائل الأيديولوجية في الحرب الأهلية الأوكرانية. أتم باجانوف دراسته الثانوية في صيف 1918، وفي سبتمبر بدأ دراسة الفيزياء والرياضيات في جامعة كييف على رغم الوضع السياسي، لكن أُغلقت الجامعة بُعَيد وصوله، وأصابه رصاص أُطلق في مظاهرة طلّابية ضد الإغلاق، قبل أن يعود إلى مسقط رأسه للتعافي.

### عضوية الحزب الشيوعي
في 1919 انضم باجانوف إلى تنظيم محلي للحزب الشيوعي، وهو ما قال عنه لاحقًا إنه خُيِّر فيه بين الهوية الأوكرانية والشيوعية، وصَرح بأنه رفض الهوية الأوكرانية في الآخر، لأنه نُشِّئ على الثقافة الروسية وكان بها مرتبطًا. بُعَيد هذا انتُخب أمين قطاع، وأخذ يترقى بسرعة في صفوف الحزب الشيوعي في أوكرانيا. في نوفمبر 1920 رحل إلى موسكو لدراسة الهندسة. عندما صار سنه 21 في العام اللاحق، كان النزاع السياسي قد انتهى في أوكرانيا بفوز شيوعي، وقُسمت أراضيها إلى جمهورية أوكرانيا الاشتراكية السوفيتية والجمهورية البولندية الثانية، مع حصول تشيكوسلوفاكيا ورومانيا على مناطق أصغر. في 1922 انضمت جمهورية أوكرانيا الاشتراكية السوفيتية إلى الاتحاد السوفييتي لتصبح من جمهورياتها التأسيسية، وتقدم باجانوف لمنصب فني في المكتب السياسي للحزب الشيوعي (أعلى سلطة سياسية في الاتحاد). قَبل طلبَه إيفان كِسِينَفونتوف، أحد الأعضاء البارزين في جهاز أمن الدولة.
في 9 أغسطس 1923 عُين باجانوف مساعدًا وأمينًا شخصيًّا لجوزيف ستالين (الأمين العام للحزب الشيوعي)، بقرار من المكتب السياسي جاء فيه: «تعيين الرفيق باجانوف مساعدًا لجوزيف ستالين، وأمينًا للجنة المركزية».

### مساعد ستالين
بصفة باجانوف أمينًا للأمين العام ستالين، صار أمينًا للمكتب السياسي مسؤولًا عن تدوين الملاحظات في الاجتماعات. في 26 أكتوبر 1923 دوّن ملاحظات في اجتماع للّجنة المركزية حضره ستالين وليون تروتسكي والزعيم السوفييتي فلاديمير لينين -وكان هذا في مرضه قبل موته بثلاثة أشهر. عرض لينين في الاجتماع أن يعلن تروتسكي «خليفة له». ذكرت ملاحظات باجانوف أن تروتسكي لم يقبل منصب نائب الزعيم، ليهوديته، وقال «ينبغي ألا نمنح أعداءنا فرصة أن يقولوا إن بلدنا يحكمه يهودي... الأحسن ألا يكون في الحكومة الثورية السوڤييتية الأولى أي يهودي». اكتشف ملاحظاتِ باجانوف المؤرخُ فكتور دانيلوف في أوائل 1990، واستُعملت في تعضيد إجابة لأحد ألغاز الثورة البلشفية «لماذا رفض تروتسكي أن يستخلفه لينين؟». بعد موت لينين في يناير 1924، حكم الاتحادَ ستالين وليف كامينيف وجريجوري زينوفايف حكمًا ثلاثيًّا، متخذين لأنفسهما أيديولوجية وسطًا بين تروتسكي (في يسار الحزب) ونيكولاي بوخارين (في يمينه). كان باجانوف أمين ستالين الشخصي في بداية نزاعه مع تروتسكي على السلطة ثم ارتقائه زعيمًا للاتحاد بلا منازع. نُفي تروتسكي في النهاية إلى المكسيك، حيث اغتاله في 1940 رامون ميركادير، العميل الموالي لستالين.
في 1923 و1924 شهد باجانوف كل اجتماعات المكتب السياسي، إذ كان يعمل في أمانة اللجنة المركزية للحزب الشيوعي ولصالح المكتب السياسي حتى نهاية 1925. في أوائل العشرينيات كان دور باجانوف في دائرة ستالين الداخلية أصغر مما «للمجموعة الخماسية» المؤلفة من ياكوف بريزَنوفسكي وإيفان توفستوخا وأماياك نَظَرِتيان وجورجي كانير وليف مِخليس، لكن دوره كبر بعد خروج بريزَنوفسكي ونظرتيان من الأمانة، واستطاع الاحتفاظ بعدة مناصب في المكتب السياسي من 1925 إلى 1928.

### الانشقاق
في 1 يناير 1928 انشق باجانوف عن الاتحاد السوڤييتي، بعدما خاب أمله في الشيوعية وسخطه على العمل تحت إمرة ستالين. حدد ميقاتًا لرحلة عمل إلى أراضي الاتحاد السوفييتي في آسيا الوسطى، وعبر الحدود إلى إيران. انشق في العام نفسه الذي قُبلت فيه أولى «الخطط الخمسية الستالينية للاقتصاد السوفيتي»، مجتنبًا حملات التطهير الأولى التي أدت إلى «التطهير الكبير» في النصف الثاني من الثلاثينيات. باجانوف هو مساعد الأمانة الستالينية الوحيد الذي انقلب على النظام السوڤييتي. مُنح بعدئذ حق اللجوء إلى فرنسا.
صار باجانوف بانشقاقه عدوًّا لستالين والدولة، وصار فيما بقي من حياته هدفًا لمحاولات اغتيال عديدة، وطاردته أجهزة الأمن السوڤييتية من فورها بقيادة جورج أجبيكوف (رئيس قسم الشرق الأدنى «للمديرية السياسية المشتركة للدولة»)، حتى انشق أجبيكوف نفسه إلى فرنسا بُعَيد ذلك في يونيو 1930. حمَت السلطات الإيرانية باجانوف من المديرية السياسية المشتركة (الشرطة السرية السوڤييتية) التي أرسلت إلى موسكو عملاء ليغتالوه. ثم علم باجانوف أن إيران اتفقت مع الاتحاد السوفييتي من خلال قنوات دبلوماسية على تسليمه، فغادر مُحتجَزه وعبر الحدود الإيرانية الهندية بصورة غير قانونية، ثم انتقل إلى فرنسا بمساعدة السلطات البريطانية. في أكتوبر 1929 أمر ستالين قاتلًا محترفًا يُدعى ياكوف بلومكين بالسفر عبر باريس لقتل باجانوف قبل السفر إلى جزيرة «بيوك اضه» في إسطنبول التركية لقتل تروتسكي، الذي كان رُحِّل من الاتحاد السوفييتي في فبراير 1929. دبر بلومكين حادثة سيارة لقتل باجانوف، بمساعدة ابن عمه أرقاضي ماكسيموف الذي كان عميلًا في المديرية السياسية للدولة، لكن فشلت المحاولة. ذكر باجانوف محاولة لاغتياله في 1937، فقال «حاول بعض الإسبانيين -أناركيٌّ طبعًا أو شيوعي- قتلي بخنجر بعدما رجعت إلى المنزل وأنا في المرأب نازلًا من سيارتي كما هو حالي كل ليلة».
يُزعم أن باجانوف حاول عند اندلاع الحرب العالمية الأولى تنظيم فيلق من المهاجرين الروسيين والمساجين السوڤييتيين المناهضين للشيوعية، لقتال الاتحاد السوفييتي مع الجيش الفنلندي في حرب الشتاء، لكن لم يتحقق المخطط لأن الحرب وضعت أوزارها قبل أن يُحبك. في عشية يوم عملية بارباروسا سافر باجانوف إلى برلين وقابل ألفريد روزنبيرج (رئيس وزارة الرايخ الألمانية النازية للأراضي الشرقية المحتلة) ونائبه جيورج لايبغانت. كان روزنبيرج يدرس احتمالية استعمال باجانوف في تأليف حكومة جديدة في أراضي الاتحاد السوڤييتي، لكن باجانوف كان مرتابًا في خطط الألمانيين، فعاد إلى باريس.
جاء في ختام كتاب (طيور النوء: رحلة طيران أول المنشقين السوڤييتيين) الصادر في عام 1978 إشارة باجانوف إلى «الصراط الماركسي المعوجّ»:
تعلمون كما أعلم أن حضارتنا على حافة الهاوية... جاءنا أولئك الساعون إلى تدميرها وبين أياديهم حل مثاليّ، وهذا الحل المثالي [الشيوعي] قد تبين بطلانه بالتجربة في آخر 60 عامًا... إن مشكلة رد الحرية إلى روسيا ليس متعذِّرًا حلها... وها هم أولاء شباب روسيا قد فقدوا إيمانهم بالنظام، مع أنهم ما عرفوا في حياتهم غيره. إنّ الغرب إذا تمالك ثقته ووحدته، فبوسعه الانتصار لحضارتنا، وهداية البشرية إلى صراط تقدُّمها المستقيم، وصرفها عن صراط الماركسية المعوجّ.
نشر باجانوف طبعة لمذكراته في فرنسا عام 1980، عنوانها: مذكرات أحد أمناء ستالين.

## موته
مات باجانوف يوم 30 ديسمبر 1982، في الدائرة الرابعة في باريس، ودُفن في مقبرة بير لاشيز.